# Кайл Макларен
Кайл Макларен (англ. Kyle McLaren; нар. 18 червня 1977, Гумбольдт) — канадський хокеїст, що грав на позиції захисника. Грав за збірну команду Канади.
Провів понад 700 матчів у Національній хокейній лізі.

## Ігрова кар'єра
Хокейну кар'єру розпочав 1993 року в ЗХЛ виступами за клуб «Такома Рокетс».
1995 року був обраний на драфті НХЛ під 9-м загальним номером командою «Бостон Брюїнс». У 18-и річному віці дебютував у складі «Брюїнс» і був наймолодшим гравцем НХЛ цього сезону. Сім сезонів Кайл провів у складі Бостону. По завершення сезону 2001/02 йому було запропоновано продовжити кар'єру в складі фарм-клубу «Провіденс Брюїнс» (АХЛ).
У тристоронніх перемовинах з «Сан-Хосе Шаркс» його обміняли до останнього в обмін на двох гравців «акул» серед яких був воротар Джефф Гаккетт.
У сезоні 2003/04 Кайл, який сам відзначався доволі жорсткою грою отримав травму від гравця Ванкувер Канакс Самі Сало і пропустив шість матчів.
У 2006, Макларен уклав трирічний контракт на суму $7,5 мільйонів доларів США.
7 жовтня 2008, клуб обмежив його зарплату відта цей сезон став останнім у складі «Сан-Хосе» і наступний сезон він розпочав у складі фарм-клубу «Вустер Шаркс».
протягом двох наступних сезонів він намагався повернутись до НХЛ, перед сезоном 2009/10 знаходився у тренувальному таборі Нью-Йорк Рейнджерс, а влітку 2010 перед сезоном 2010/11 був на оглядинах Атланта Трешерс.
Загалом провів 789 матчів у НХЛ, включаючи 70 ігор плей-оф Кубка Стенлі.
Виступав за збірну Канади.

## Статистика
| Сезон        | Клуб             | Ліга         | Регулярний сезон | Регулярний сезон | Регулярний сезон | Регулярний сезон | Регулярний сезон | Плей-оф | Плей-оф | Плей-оф | Плей-оф | Плей-оф |
| Сезон        | Клуб             | Ліга         | І                | Г                | П                | О                | ШХ               | І       | Г       | П       | О       | ШХ      |
| ------------ | ---------------- | ------------ | ---------------- | ---------------- | ---------------- | ---------------- | ---------------- | ------- | ------- | ------- | ------- | ------- |
| 1993–94      | «Такома Рокетс»  | ЗХЛ          | 62               | 1                | 9                | 10               | 53               | 6       | 1       | 4       | 5       | 6       |
| 1994–95      | «Такома Рокетс»  | ЗХЛ          | 47               | 13               | 19               | 32               | 68               | 4       | 1       | 1       | 2       | 4       |
| 1995–96      | «Бостон Брюїнс»  | НХЛ          | 74               | 5                | 12               | 17               | 73               | 5       | 0       | 0       | 0       | 14      |
| 1996–97      | «Бостон Брюїнс»  | НХЛ          | 58               | 5                | 9                | 14               | 54               | —       | —       | —       | —       | —       |
| 1997–98      | «Бостон Брюїнс»  | НХЛ          | 66               | 5                | 20               | 25               | 56               | 6       | 1       | 0       | 1       | 4       |
| 1998–99      | «Бостон Брюїнс»  | НХЛ          | 52               | 6                | 18               | 24               | 48               | 12      | 0       | 3       | 3       | 10      |
| 1999–00      | «Бостон Брюїнс»  | НХЛ          | 71               | 8                | 11               | 19               | 67               | —       | —       | —       | —       | —       |
| 2000–01      | «Бостон Брюїнс»  | НХЛ          | 58               | 5                | 12               | 17               | 53               | —       | —       | —       | —       | —       |
| 2001–02      | «Бостон Брюїнс»  | НХЛ          | 38               | 0                | 8                | 8                | 19               | 4       | 0       | 0       | 0       | 20      |
| 2002–03      | «Сан-Хосе Шаркс» | НХЛ          | 33               | 0                | 8                | 8                | 30               | —       | —       | —       | —       | —       |
| 2003–04      | «Сан-Хосе Шаркс» | НХЛ          | 64               | 2                | 22               | 24               | 60               | 16      | 0       | 3       | 3       | 10      |
| 2005–06      | «Сан-Хосе Шаркс» | НХЛ          | 77               | 2                | 21               | 23               | 66               | 11      | 0       | 3       | 3       | 4       |
| 2006–07      | «Сан-Хосе Шаркс» | НХЛ          | 67               | 5                | 12               | 17               | 61               | 11      | 0       | 4       | 4       | 10      |
| 2007–08      | «Сан-Хосе Шаркс» | НХЛ          | 61               | 3                | 8                | 11               | 84               | 5       | 0       | 0       | 0       | 6       |
| 2008–09      | «Вустер Шаркс»   | АХЛ          | 22               | 1                | 6                | 7                | 19               | 7       | 0       | 1       | 1       | 2       |
| Усього в НХЛ | Усього в НХЛ     | Усього в НХЛ | 719              | 46               | 161              | 207              | 671              | 70      | 1       | 13      | 14      | 78      |